# 克林·安东内斯库
乔治·克林·劳伦丘·安东内斯库（羅馬尼亞語：George Crin Laurențiu Antonescu，發音：[ˈdʒe̯ordʒe ˈkrin la.uˈrentsju antoˈnesku]；1959年9月21日—），罗马尼亚政治人物。现任国家自由党主席。2012年7月10日至2012年8月27日，担任罗马尼亚代总统。

## 生平
1959年9月21日，安东内斯库生于图尔恰。1985年，毕业于布加勒斯特大学。